# Ligne U2 du métro de Munich
La ligne U2 du métro de Munich, est une ligne longue de 24,377 kilomètres, dont 2,8 kilomètres de section commune avec la ligne U1, du métro de Munich.

## Caractéristiques

### Ligne
La ligne U2 est longue de 24,377 kilomètres, dont 2,8 kilomètres de tronc commun avec la ligne U1,.

### Liste des stations
La ligne comporte 27 stations :
|  |   |  | Station             | Secteur                      | Correspondances                                |
|  | - |  | ------------------- | ---------------------------- | ---------------------------------------------- |
|  | ■ |  | Feldmoching         | Feldmoching-Hasenbergl       | S-Bahn de Munich via gare de Feldmoching       |
|  | • |  | Hasenbergl          | Feldmoching-Hasenbergl       |                                                |
|  | • |  | Dülferstraße        | F.-Hasenbergl/M.-Am Hart     |                                                |
|  | • |  | Harthof             | F.-Hasenbergl/M.-Am Hart     |                                                |
|  | • |  | Am Hart             | Milbertshofen-Am Hart        |                                                |
|  | • |  | Frankfurter Ring    | Milbertshofen-Am Hart        |                                                |
|  | • |  | Milbertshofen       | Milbertshofen-Am Hart        |                                                |
|  | ■ |  | Scheidplatz         | Schwabing-West (de)          | , lignes 28 et 12 du tramway de Munich         |
|  | • |  | Hohenzollernplatz   | Schwabing-West (de)          |                                                |
|  | • |  | Josephsplatz        | Maxvorstadt                  |                                                |
|  | • |  | Theresienstraße     | Maxvorstadt                  |                                                |
|  | • |  | Königsplatz         | Maxvorstadt                  |                                                |
|  | ■ |  | Munich-Hauptbahnhof | Ludwigsvorstadt-Isarvorstadt | ,                                              |
|  | ■ |  | Sendlinger Tor      | Altstadt-Lehel               | ,                                              |
|  | • |  | Fraunhoferstraße    | Ludwigsvorstadt-Isarvorstadt | (U1)                                           |
|  | • |  | Kolumbusplatz       | Au-Haidhausen                | (U1)                                           |
|  | • |  | Silberhornstraße    | Obergiesing                  |                                                |
|  | • |  | Untersbergstraße    | Obergiesing                  |                                                |
|  | ■ |  | Giesing             |                              | S-Bahn de Munich via la gare de Munich-Giesing |
|  | • |  | Karl-Preis-Platz    |                              |                                                |
|  | • |  | Innsbrucker Ring    |                              |                                                |
|  | • |  | Josephsburg         |                              |                                                |
|  | • |  | Kreillerstraße      |                              |                                                |
|  | ■ |  | Trudering           |                              | S-Bahn via la gare de Munich-Trudering         |
|  | • |  | Moosfeld            |                              |                                                |
|  | • |  | Messestadt West     |                              |                                                |
|  | ■ |  | Messestadt Ost      |                              |                                                |